# Sankt Johann am Tauern
Pour les articles homonymes, voir Sankt Johann.
Sankt Johann am Tauern est une ancienne commune autrichienne du district de Judenburg en Styrie.